# Boekenonderzoek
Boekenonderzoek of bedrijfsonderzoek is de term die gebruikt wordt voor het onderzoek dat meestal plaatsvindt bij bedrijfsovernames en outsourcing. Hiervoor wordt ook de van oorsprong Amerikaanse term due diligence (letterlijk gepaste zorgvuldigheid) gebruikt. 
De overnemende partij zal zich ervan willen overtuigen dat er geen kat in de zak wordt gekocht en daartoe een (uitgebreid) boekenonderzoek laten verrichten. Daarbij zal onderzocht worden of er geen juridische, fiscale of andere problemen zijn. Door een boekenonderzoek kan ook de waarde van het over te nemen bedrijf beter worden bepaald.
Zaken die bij een due diligence-onderzoek aan de orde kunnen komen zijn:
- Financiën

Dit onderdeel wordt uitgevoerd door een accountant van de koper. Dit deel van het onderzoek richt zich vooral op de juistheid en aanwezigheid van activa en de volledigheid van passiva. De accountant beoordeelt ook de kwaliteit van de administratie. Dit onderzoek gaat verder dan een normale accountantscontrole. 
- Fiscale zaken

In dit gedeelte van het onderzoek wordt gekeken of er fiscale risico’s binnen de te verkopen onderneming zijn. Hiervoor is inzicht in belastingaangiften en belasting controleverslagen nodig.
- Juridische zaken

De koper wil inzicht in de juridische positie van het bedrijf. Zaken die bij dit deel van het onderzoek onder de loep genomen worden zijn onder andere overeenkomsten, arbeidscontracten, vergunningen, claims, lopende rechtszaken en verzekeringen.